# Arrondissement de Cosel

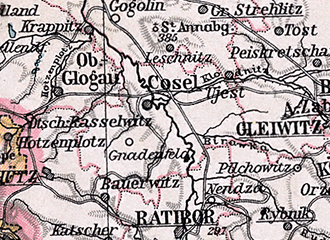
L'arrondissement de Cosel sur une carte de 1905

L'arrondissement de Cosel est un arrondissement prussien de Haute-Silésie qui existe de 1743 à 1945. Son chef-lieu est la ville de Cosel. Dans les années 1930, le nœud ferroviaire de Kandrzin est la deuxième plus grande commune de l'arrondissement après Cosel avec environ 6 000 habitants. L'ancien territoire de l'arrondissement fait maintenant partie de la voïvodie polonaise d'Opole .

## Histoire
Après la conquête de la majeure partie de la Silésie, le roi Frédéric II introduit des structures administratives prussiennes en 1742 en Basse-Silésie et en 1743 également en Haute-Silésie. Celles-ci comprennent la création de deux chambres de guerre et de domaine (de) à Breslau et Glogau, ainsi que leur division en arrondissements et la nomination d'administrateurs d'arrondissement (de). Les administrateurs des arrondissements de Haute-Silésie sont nommés sur proposition du ministre prussien de Silésie Ludwig Wilhelm von Münchow, ce que Frédéric II accepte en février 1743.
Dans la principauté d'Oppeln, l'une des sous-principautés silésiennes, des arrondissements prussiens sont formés à partir des anciens faubourgs silésiens, dont l'arrondissement de Cosel. Franz Josef von Schultzendorff est nommé premier administrateur de l'arrondissement de Cosel. L'arrondissement est initialement subordonné à la Chambre de guerre et des domaines de Breslau et est affecté au district d'Oppeln de la province de Silésie au cours des réformes Stein-Hardenberg
Lors de la réforme de l'arrondissement du 1er janvier 1818 dans le district d'Oppeln, l'arrondissement de Cosel reçoit
- de l'arrondissement de Groß Strehlitz (de) les villages de Januschkowitz, Raschowa, Rokitsch et Wielmirzowitz
- de l'arrondissement de Ratibor (de) les villages d'Autischkau, Dobischau, Dobroslawitz, Matzkirch et Warmunthau ainsi que
- de l'arrondissement de Tost (de) les villages d'Alt Cosel, Birawa, Brzezetz, Goschütz, Kandrzin, Klein Althammer, Lenartowitz, Libischau, Lichnia, Medar et Blechhammer, Miesce, Ortowitz, Pogorzeletz, Sackenhoym et Slawentzitz[6]

Le 8 novembre 1919, la province de Silésie est dissoute et la nouvelle province de Haute-Silésie est formée à partir du district d'Oppeln.
Lors du plébiscite de Haute-Silésie du 20 mars 1921, 75,2 % des électeurs de l'arrondissement de Cosel votent pour le maintien dans le giron allemand et 24,8 % pour la cession à la Pologne.
Le 1er janvier 1927, les communes d'Ehrenfeld, Habicht et Mosurau ainsi que les districts domaine de Dollendzin, Habicht et Mosurau sont reclassés de l'arrondissement de Cosel à l'arrondissement de Ratibor. Le 30 septembre 1929, une réforme territoriale a lieu dans le district de Cosel, comme dans le reste de l'État libre de Prusse, dans laquelle tous les districts de domaine, à l'exception d'un district forestier inhabité, sont dissous et attribués aux communes voisines. Le 1er avril 1938, les provinces prussiennes de Basse-Silésie et de Haute-Silésie sont fusionnées pour former la nouvelle province de Silésie. Le 18 janvier 1941, la province de Silésie est dissoute et la nouvelle province de Haute-Silésie est formée à partir des districts administratifs de Kattowitz et d'Oppeln.
Au printemps 1945, le territoire de l'arrondissement est occupée par l'Armée rouge. À l'été 1945, le territoire de l'arrondissement est placée sous administration polonaise par la puissance occupante soviétique conformément à l'Accord de Potsdam (de). L'afflux de civils polonais commence dans le district, dont certains viennent des zones à l'Est de la ligne Curzon tombée aux mains de l'Union soviétique. Dans la période qui suit, la majeure partie de la population allemande est expulsée de l'arrondissement ; Ceux qui restent se voient interdire d’utiliser la langue allemande

## Habitants
En 1939, 96 % des habitants de l'arrondissement sont catholiques et 4 % protestants. La proportion d'habitants polonophones est de 82,0 % vers 1890 et tombe à 73,7 % en 1900. Lors du recensement de 1910, 75 % des habitants de l'arrondissement de Cosel se déclarent purement polonophones et 22 % purement germanophones.

## Évolution de la démographie
| Année | Habitants | Source |
| ----- | --------- | ------ |
| 1795  | 24 261    | [ 14 ] |
| 1819  | 26 883    | [ 15 ] |
| 1846  | 35 256    | [ 16 ] |
| 1871  | 64 984    | [ 17 ] |
| 1885  | 68 486    | [ 18 ] |
| 1900  | 71 146    | [ 19 ] |
| 1910  | 75 673    | [ 19 ] |
| 1925  | 82 305    | [ 12 ] |
| 1939  | 88 274    | [ 12 ] |

## Administrateurs de l'arrondissement
- 1743–174600Franz Josef von Schultzendorff[4]
- 1746–174800Carl Erdmann von Lichnowsky und Woschtitz (de)[4]
- 1749–175200Heinrich Gotthard von Naefe (de)[4]
- 1752–177000George Franz von Trach (de)[4]
- 1770–179700Johann Nepomuk von Schipp und Branitz (de)[4]
- 1797–180800Ernst Gottlieb Sigismund von Heugel (de)[4]
- 1813–182400Friedrich Otto Josef von Lange
- 1824–184400d’Elpons
- 1844–184800Carl von Richthofen
- 1848–188200Eduard Himml (de)
- 1882–188300Wentzel
- 1883–188700Ernst von Heydebrand und der Lasa
- 1887–188800Reinhold von Borstell[20]
- 1888–191900Max Spieller von Hauenschild
- 1919–192100Hans Deloch (de)
- 19210000000Herbert Suesmann (de)
- 1921–193300Paul Bleske
- 1933–194200Fritz Bischoff
- 1942–194500Zimperich

## Constitution communale
L'arrondissement de Cosel est initialement divisé en villes, communes et - jusqu'à leur dissolution presque complète en 1929 - districts de domaine. Avec l'introduction de la loi constitutionnelle communale prussienne du 15 décembre 1933 et du Code communal allemand du 30 janvier 1935, le principe du chef est appliqué au niveau communal le 1er avril 1935.

## Communes

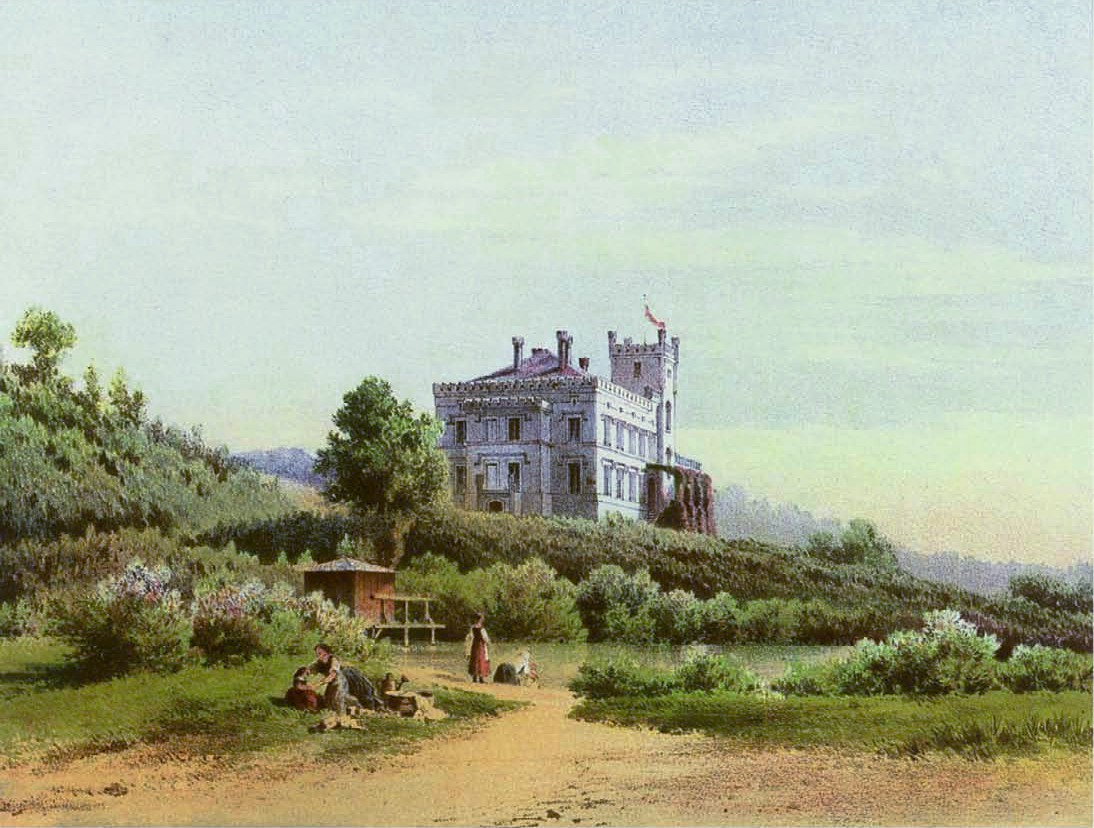
Château de Groß Grauden

En 1928, l'arrondissement de Cosel comprend une ville et 98 communes, :
| - Alt Cosel - Autischkau - Birawa - Birken - Bitschinitz - Blazeowitz - Borislawitz - Chrost - Cosel, ville - Czienskowitz - Czissek - Czissowa - Dembowa - Dobischau - Dobroslawitz - Dzielau - Dzielnitz - Dziergowitz - Fischerei - Gieraltowitz - Gnadenfeld - Goschütz - Groß Ellguth - Groß Grauden - Groß Neukirch | - Groß Nimsdorf - Grötsch - Grzendzin - Heinrichsdorf - Jaborowitz - Jakobsdorf - Jakobswalde - Januschkowitz - Juliusburg - Kamionka - Kandrzin - Karchwitz - Klein Althammer - Klein Ellguth - Klein Grauden - Klein Nimsdorf - Klodnitz (de) - Kobelwitz - Komorno - Koske - Kostenthal - Krzanowitz - Kuschnitzka - Landsmierz - Lanietz | - Lenartowitz - Lenkau - Lenschütz - Libischau - Lichinia - Lohnau - Matzkirch - Mechnitz - Medar-Blechhammer - Mierzenzin - Miesce - Militsch - Millowitz - Mistitz - Nesselwitz - Niesnaschin - Ortowitz - Ostrosnitz - Pawlowitzke - Pickau - Pirchwitz - Poborschau - Podlesch - Potzenkarb - Przeborowitz | - Przewos - Radoschau - Raschowa - Reinschdorf - Rogau - Rokitsch - Roschowitzdorf - Roschowitzwald - Rzetzitz - Sackenhoym - Sakrau - Slawentzitz (de) - Stöblau - Suckowitz - Teschenau - Trawnig - Tscheidt - Urbanowitz - Vorsicht - Warmunthau - Wiegschütz - Wielmirzowitz - Wittoslawitz - Wronin |

L'arrondissement comprend également le district forestier non constitué en commune d'Hohenlohewald.
Incorporations jusqu'en 1939
| - Bitschinitz, le 30 septembre 1928 à Stöblau - Fischerei, le 1er avril 1937 à Cosel - Gnadenfeld II (Pawlowitzke), le 1er avril 1938 à Gnadenfeld - Grenzburg (Grzendzin), le 1er octobre 1937 à Grenzen - Groß Ellguth, le 1er avril 1937 à Neusiedel - Hirschgraben (Lanietz), le 1er octobre 1937à Grenzen - Kuschnitzka, le 1er juillet 1933 à Kandrzin - Lindenhag (Wielmirzowitz), le 1er avril 1937 à Oderhain - Millowitz, le 31 janvier 1936 à Groß Neukirch - Mühlengrund (Suckowitz), le 1er avril 1939 à Rosengrund - Pirchwitz, le 1er juillet 1933 à Krzanowitz - Raschowa, le 30 septembre 1928 à Raschova-Rokitsch | - Riedgrund (Rzetzitz), le 1er avril 1938 à Gnadenfeld - Rogau, le 1er avril 1937 à Cosel - Rokitsch, le 30 septembre 1928 à Raschova-Rokitsch - Schwerfelde (Czienskowitz), le 31 janvier 1936 à Groß Neukirch - Stöblau, le 1er avril 1939 à Rosengrund - Teilbach (Dzielau), le 1er octobre 1937 à Grenzen - Unterwalden (Podlesch), le 1er avril 1937 à Schönblick - Vierraben (Wronin), le 1er octobre 1937 à Grenzen - Attention, le 1er avril 1938 à Gnadenfeld - Warmunthau, le 1er avril 1938 à Gnadenfeld - Wiesenstein (Wittoslawitz), le 1er octobre 1937 à Grenzen |

## Changements de noms de lieux
En 1936 et dans certains cas même avant, d'importants changements et une germanisation des noms de lieux ont lieu dans l'arrondissement de Cosel, :
| - Birawa → Reigersfeld - Blaseowitz → Altweiler - Borislawitz → Saßstädt - Brzezetz → Birken (1926) - Chrost → Schönhain O.S. - Czienskowitz → Schwerfelde - Czissek → Friedenau O.S. - Czissowa → Dünenfeld - Dembowa → Eichungen - Dobischau → Hochmühl O.S. - Dobroslawitz → Ehrenhöhe - Dzielau → Teilbach - Dzielnitz → Füllstein - Dziergowitz → Oderwalde - Gieraltowitz → Gerolsdorf - Goschütz → Meisenbusch - Grzendzin → Grenzburg - Grzendzin → Grenzburg - Jaborowitz → Holderfelde - Januschkowitz → Oderhain - Kamionka → Steinbirn | - Kandrzin → Heydebreck O.S. - Karchwitz → Neusiedel - Komorno → Altenwall - Koske → Hohenflur - Krzanowitz → Langlieben - Landsmierz → Neudeich - Lanietz → Hirschgraben - Lenartowitz → Waldbrücken - Lenkau → Wolfswiesen - Libischau → Liebenbach - Lichinia → Lichtenforst - Medar-Blechhammer → Blechhammer - Mierzenzin → Maßdorf - Miesce → Luisental O.S. - Mistitz → Schönblick - Niesnaschin → Scheinau - Ortowitz → Rehwalde O.S. - Ostrosnitz → Schneidenburg - Pawlowitzke → Gnadenfeld II - Poborschau → Eichhagen O.S. - Podlesch → Unterwalden | - Polnisch Neukirch → Groß Neukirch (1923) - Potzenkarb → Rodemark - Przeborowitz → Herberstein - Przewos → Fährendorf - Radoschau → Drosselschlag - Raschowa-Rokitsch → Mittenbrück - Roschowitzdorf → Gräfenstein - Roschowitzwald → Eichrode - Rzetzitz → Riedgrund - Sakrau → Rosengrund - Slawentzitz → Ehrenforst - Suckowitz → Mühlengrund - Trawnig → Grünweide - Tscheidt → Ma → waldau - Urbanowitz → Kreuzlinden - Wiegschütz → Neumannshöh - Wielmirzowitz → Lindenhag - Wittoslawitz → Wiesenstein - Wronin → Vierraben |